# Titularbistum Sais
Sais ist ein Titularbistum der römisch-katholischen Kirche. 
Es geht zurück auf ein untergegangenes Bistum der antiken Stadt Sais im westlichen Nildelta, das der Kirchenprovinz Alexandria angehörte.
| Titularbischöfe von Sais |                                      |                                                         |                |               |
| Nr.                      | Name                                 | Amt                                                     | von            | bis           |
| 1                        | Stephanos I. Sidarouss CM            | Weihbischof in Alexandria (Ägypten)                     | 9. August 1947 | 10. Mai 1958  |
| 2                        | Amand Louis Marie Antoine Hubert SMA | Apostolischer Vikar von Heliopolis in Ägypten (Ägypten) | 7. April 1959  | 21. Juli 1980 |